# Teklafalu
Teklafalu (deutsch Tekladorf) ist eine ungarische Gemeinde im Kreis Szigetvár im Komitat Baranya.

## Geografische Lage
Teklafalu liegt 12,5 Kilometer südwestlich der Kreisstadt Szigetvár. Nachbargemeinden sind Kétújfalu im Norden und Endrőc im Südosten.

## Infrastruktur
In Teklafalu gibt es ein Kinderhaus, Bücherei, mobile Post, Bäckerei, eine Kirche sowie das Bürgermeisteramt.

## Sehenswürdigkeiten
- Römisch-katholische Kirche Szent Tekla
- Weltkriegsdenkmal (Világháborús emlékmű)

## Verkehr
Durch Teklafalu verläuft die Landstraße Nr. 5808. Es bestehen Busverbindungen über Kétújfalu, Várad und Hobol nach Szigetvár, über Drávafok und Bogdása nach Sellye sowie nach Endrőc. Die nächstgelegenen Bahnhöfe befinden sich in Szigetvár und Sellye.